# Bad Santa
Bad Santa es una película cómica de humor negro de 2003 dirigida por Terry Zwigoff y protagonizada por Billy Bob Thornton, Tony Cox, Brett Kelly, Lauren Graham, Lauren Tom y John Ritter. Fue la última película en imagen real de John Ritter antes de su muerte. Los hermanos Coen ayudaron a reescribir el guion junto a Zwigoff y fueron acreditados como productores ejecutivos. El filme fue proyectado fuera de competición en el Festival de Cannes 2004.
La versión sin clasificar de la película fue lanzada en DVD en 2004 y en Blu-ray en 2007 titulada Badder Santa. Una edición en DVD de la versión del director fue lanzada en 2006. Contiene el corte de Zwigoff (incluyendo un audio con comentarios de él y el montador) pero es tres minutos más corta que la versión de los cines y diez minutos más corta que la versión sin clasificar.
Cuenta con una secuela de 2016 llamada Un Santa no tan santo 2 (Bad Santa 2: Recargado).

## Argumento
La historia comienza una noche de diciembre en un bar de Milwaukee, donde se encuentra Willie Stokes (Billy Bob Thornton), un amargado y solitario alcohólico. Willie trabaja durante la temporada de vacaciones en un centro comercial disfrazado de Santa junto su compañero enano, Marcus (Tony Cox), quien trabaja como duende. Cada víspera de Navidad, desconectan la alarma de seguridad después de que el centro comercial cierra, y roban. Más tarde, Marcus regresa a casa con su esposa (a quien Willie encuentra muy fea y molesta), Lois (Lauren Tom), mientras que Willie viaja a Miami y gasta todo su dinero en bebida, hoteles y otros materialismos.
La conducta alcohólica de Willie crea sospechas en el nuevo centro comercial en donde planean robar, el encargado Bob Chipeska (John Ritter) le ordena al jefe de seguridad, Gin (Bernie Mac), que investigue. Mientras tanto, Willie conoce a la camarera Sue (Lauren Graham) de la cual Willie se enamora, luego es atacado por un homosexual y ayudado por Thurman (Brett Kelly), quien cree que es el verdadero santa. Después Willie regresa a su departamento y ve que están husmeando, le pregunta a una prostituta que quien esta en su departamento, le dice que lleva mucho tiempo allí y no sabe, Willi piensa que es un policía, llama a su amigo y este le recomienda que busque otro lugar en donde vivir o pasar los días que quedan para el asalto. Willie va a la casa de thurman quien lo recibe, descubre que turman vive solo con su abuela la cual no es ninguna molestia, saquea su caja fuerte thurman piensa que es el verdadero santa claus y no le dice nada, Willie va al centro comercial y pelea con su amigo pues este lo reprende por volver a tomar, el gerente les llama la atención mientras que el encargado de seguridad empieza a sospechar, Willie y Sue tienen relaciones en los vestidores y son descubiertos por el gerente, a Willie le llaman la atención y Marcus lo escusa. Willie descubre que Thurman sufre bullyng y lo regaña, le da una lección de boxeo junto con Marcus la cual no fue exitosa, de regreso a la casa de Turman, turman le pide un elefante morado, un día antes del asalto el encargado de seguridad descubre a Marcus y Willie, les pide una cantidad de dinero a cambio de no decir nada, ellos aceptan a regañadientes. Un día antes del asalto Willi escribe una carta y se la entrega a Thurman con la indicación a que se la entregue a la policía. El día del asalto Marcus y su esposa Asesinan al sheriff, Willie abre una caja la cual contenía mucho dinero y sale a buscar el elefante morado, Marcus llega y le dice que tiene que matarlo por el bien de él y su esposa Willi no lo entiende y cuando Marcus está a punto de disparar llega la policía, Marcus corre mientras le dispara ala policía, Willie intenta escapar y es herido de bala, Marcus es llevado a prisión y Willie al hospital. Willi le envía una carta a Thurman diciéndole que esta sobrio y bien que no irá a la cárcel pues él había escrito la carta le dice que se porte bien con Sue, la película termina cuando Thurman noquea al niño que le hacía bullying.

## Reparto
- Billy Bob Thornton - Willie Stokes
- Tony Cox - Marcus
- Brett Kelly - Thurman Merman, el chico
- Lauren Graham - Sue
- Lauren Tom - Lois (esposa de Marcus)
- Bernie Mac - Gin Slagel
- John Ritter - Bob Chipeska
- Cloris Leachman - Granny Merman (sin acreditar)
- Ajay Naidu - Hindu Troublemaker
- Sheriff John Bunnell - Jefe de policía de Phoenix

## Música
- Nocturno n.º 2 en mi bemol mayor, Op. 9 de Frédéric Chopin
- "Up on the House Top" por Benjamin Hanby, Interpretado por Eddy Arnold; y hecho por Cherry Sisters
- "Jingle Bell Rock", interpretada por Bobby Sherman
- "Please Come Home for Christmas" por Charles Brown, interpretada por Sawyer Brown
- "Papa Loves Mambo" por Al Hoffman, Dick Manning, y Bickley Reichner, interpretada por Xavier Cugat y su orquesta
- "Holly Jolly Christmas" por Johnny Marks, interpretada por Burl Ives
- "Let It Snow! Let It Snow! Let It Snow!" por  Sammy Cahn y Jule Styne, interpretada por Dean Martin
- "Deck the Halls" interpretada por Boots Randolph
- "Jingle Bells" por James Pierpont, interpretada por Ricky Nelson
- "It Came Upon the Midnight Clear" por Edmund Sears y Richard Storrs Willis, interpretada por The Symphonette Society
- "It's the Most Wonderful Time of the Year" por Edward Pola y George Wyle, interpretada por Andy Williams
- The Sleeping Beauty (Vals) por Piotr Ilich Chaikovski, interpretada por Berlin Radio Symphony Orchestra
- Jazz Suite n.º 2 por Dmitri Shostakóvich, interpretada por Royal Concertgebouw Orchestra
- "Have Yourself a Merry Little Christmas" por Hugh Martin y Ralph Blane, interpretada por Bing Crosby
- "Winter Wonderland" by Felix Bernard y Richard B. Smith, interpretada por Symphonette Society
- Overture de The Barber of Seville por Gioachino Rossini, interpretada por Zagreb Festival Orchestra, conducida por Michael Halász
- Anvil Chorus de Il trovatore por Giuseppe Verdi, interpretada por Mormon Tabernacle Choir
- "Seasons Freaklings" por Bunnygrunt
- "Christmas (Baby Please Come Home)" por Ellie Greenwich, Jeff Barry, Phil Spector, interpretada por Swag Music Group featuring Tom Chappell
- Habanera de Carmen por Georges Bizet
- "Silent Night" por Franz Xaver Gruber y Joseph Mohr